# 957
957 (CMLVII) fue un año común comenzado en jueves del calendario juliano, en vigor en aquella fecha.

## Acontecimientos
- Japón: Fin de la era Tenryaku y comienzo de la era Tentoku
- Ucrania: Olga de Kiev renuncia al paganismo y se convierte a la Iglesia ortodoxa.
- Se registra un terremoto en las costas del mar Caspio destruyendo numerosas aldeas.

## Fallecimientos
- 6 de septiembre: Liudolfo de Suabia.
- Wifredo II de Besalú.